# Anni von Gottberg
Klementine Elsbeth Anna von Gottberg, genannt Anni von Gottberg, geborene von Selchow; (* 7. Mai 1885 in Karolinenthal im Landkreis Lauenburg in Pommern; † 9. Juli 1958 in Hamburg) war Mitglied des Brandenburgischen Provinzialbruderrates der Bekennenden Kirche.

## Leben
Anni von Selchow wurde in einer preußischen Beamtenfamilie in Pommern geboren; ihre Eltern waren Friedrich Wilhelm Otto Konstantin von Selchow (* 1851) und Hedwig Johanna Wilhelmine, geb. Kratz (* 1851). Ihr Großvater Werner von Selchow war 1862 bis 1873 preußischer Landwirtschaftsminister.
Anni war seit 1910 in erster Ehe mit Hasso von Normann (* 4. Mai 1872 in Schierwenz, Landkreis Stolp) verheiratet, mit dem sie 1917 einen Sohn bekam. Nach der Scheidung heiratete sie 1926 Wolf von Gottberg (* 7. Mai 1865 in Frankfurt an der Oder; † 10. September 1938 in Potsdam), Oberregierungsrat und Landrat a. D. Sie lebte bis 1955 in Potsdam. Schwer erkrankt, siedelte sie zu ihrem Sohn nach Hamburg über, wo sie starb. Ihr Grab befindet sich jetzt auf dem traditionsreichen Bornstedter Friedhof in Potsdam.

## Leistungen

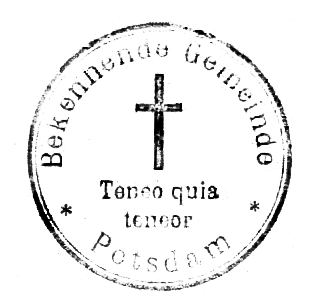
Stempel der Bekennenden Gemeinde Potsdam mit Motto „Teneo quia teneor“ (Ich halte, weil ich gehalten werde)

Anni von Gottberg war aus ihrem christlichen Glauben heraus eine entschiedene Gegnerin des Nationalsozialismus. Um die Barmer Bekenntnissynode vom Mai 1934 mit Leben zu erfüllen, lud sie zum 12. August 1934 bekenntnistreue Glieder Potsdamer Gemeinden in ihre Wohnung ein. Aus dieser Zusammenkunft entstand die Bekennende Kirche in Potsdam mit allen ihren Organen.
Im Dezember 1935 löste sich die brandenburgische Provinzialsynode vom bisherigen Verband der Berlin-Brandenburgischen Synode. Der Berliner Bruderrat war eher taktisch-pragmatisch ausgerichtet und suchte die letzte Schärfe im Kirchenkampf zu vermeiden. Der Brandenburger Bruderrat hingegen, zu dessen Präses Kurt Scharf gewählt worden war, ging, ganz im Geist der Bekenntnissynoden von Barmen und Dahlem, einen theologisch klaren und kirchenpolitisch geradlinigen Weg.
Anni von Gottberg war als einzige Frau Mitglied des Bruderrates, zu dem namhafte kirchliche Laien und Theologen gehörten, u. a. der Bildhauer Wilhelm Groß, der Amtsrichter Lothar Kreyssig, der Dante-Forscher Friedrich Freiherr von Falkenhausen, der ehemalige Reichstagsabgeordnete Detlev von Arnim, der Studienrat Wolfgang Lindner aus Brandenburg sowie die Theologen Otto Dibelius, Heinrich Vogel, Günter Jacob und Erich Andler.
Anni von Gottberg setzte sich mit großer Konsequenz und Geradlinigkeit für die Bekennende Kirche ein. Auch in der Bekennenden Kirche dominierten damals noch die männlichen Mitglieder, obwohl gerade die praktische Arbeit in den Gemeinden oft von Frauen getragen wurde. Oft trauten Männer sich nicht, offiziell Mitglied der Bekennenden Kirche zu werden, weil sie ihr Amt, ihren Beruf nicht gefährden wollten. Erst zum Ende des  Krieges hin wurde auch Frauen gestattet, in Gemeindegottesdiensten zu predigen. Erst später wurde ordinierten Vikarinnen zugestanden, kraft ihres Amtes Mitglied des Gemeindebruderrates zu sein. Mit Trauungen und Beerdigungen durften Frauen im Notfall beauftragt werden, konfirmieren durften sie nicht. Insofern war die gleichberechtigte Mitarbeit Anni von Gottbergs im brandenburgischen Provinzialbruderrat eine Besonderheit. 
Auch nach 1945 ist Anni von Gottberg engagiert in ihrer Potsdamer Gemeinde aktiv geblieben.

## Ehrungen
1995 wurde eine Straße im Potsdamer Wohngebiet Kirchsteigfeld nach Anni von Gottberg benannt.
Am 12. August 2014 wurde an Anni von Gottbergs ehemaligem Wohnhaus in der Weinbergstraße 35, Potsdamer Jägervorstadt, eine Gedenktafel enthüllt.